# Top Gear (США)
«Top Gear» — американская телепередача, посвящённая автомобилям. спин-офф британской передачи с аналогичным названием. Передача выходит на телеканале NBC, как замена автомобильной передаче «Рыцарь дорог». Премьера шоу состоялась 21 ноября 2010 года на телеканале History. В 2017 году на телеканале BBC America вышел новый проект - Top Gear America с Уильямом Фихтнером, Антроном Брауном и Томом Фордом в качестве ведущих.

## История
В апреле 2007 BBC надеялась создать Топ Гир в Соединенных Штатах.
В январе 1 века  NBC объявила, что она заказала пилотную версию для показа, которую назвали Шестая Передача.
BBC Worldwide стала создавать для NBC.
Как отметил исполнительный продюсер NBC Крэйг Плестис, многие автомобилестроители проявили интерес к Американской версии Top Gear.
Джей Лено, ему первоначально предложили создание Топ Гир Америка, отказался, его беспокоило, что передача не станет популярной в Америке.
16 июня 2008 NBC и BBC официально объявили о появлении американской версии Top Gear.
Пилотная версия была снята 26 июля 2008, она была максимально похожа на английскую версию
NBC решила запустить Top Gear в середине телевизионного сезона 2009 года. Однако 11 декабря 2008 решение было изменено и компания приобрела лишь небольшое количество серий передачи и только для кабельного телевидения.

## Ведущие
Ведущие Американской версии стали Таннер Фауст, Рутледж Вуд и Адам Феррара.

## Формат
Передача полностью копирует британскую версию. Три ведущих представляют различные машины. Так же есть все соревнования, как и в оригинале. Похожа гоночная трасса. На ней ездят гонщики и звезды в разделе передачи «Звезда в бюджетном автомобиле». Ведущие соревнуются в необычном применении машин.

## Лучший круг

### Рекорды трассы
Американский Стиг за рулем:
1. 1:18.6 - Ariel Atom
2. 1:19.5 - Ford Fiesta Rallycross (Таннера)
3. 1:22.0 - Dodge Viper SRT-10 ACR
4. 1:22.4 - Chevrolet Corvette ZR1
5. 1:22.6 - Lexus LFA
6. 1:22.8 - Lamborghini Gallardo LP570-4 Superleggera
7. 1:23.3 - Ferrari 458 Italia (с не заводскими колёсами в 22 дюйма)
8. 1:23.4 - Lamborghini Murciélago LP 670-4 SuperVeloce
9. 1:25.3 - Porsche Panamera Turbo
10. 1:26.9 - Lamborghini Gallardo LP 550-2 Balboni
11. 1:27.2 - Cadillac CTS-V Sport Wagon
12. 1:27.4 - Cadillac CTS-V Coupe
13. 1:27.6 - Mercedes-Benz SLS AMG
14. 1:28.2 - Ford Mustang Boss 302
15. 1:28.2 - Aston Martin V12 Vantage
16. 1:28.4 - Lotus Evora (дождь)
17. 1:28.5 - Ferrari California
18. 1:28.9 - Roush Mustang Stage 3
19. 1:29.2 - Mitsubishi Lancer Evolution X GSR
20. 1:30.0 - Subaru Impreza WRX STI
21. 1:30.0 - BMW X6 M
22. 1:39.0 - Hennessey F-150 VelociRaptor 600

### Большая звезда в маленькой машине
В американской версии для гонки используется Suzuki SX4 Sportback.
1. 1:39.3 - Стивен Мойер
2. 1:41.8 - Патрик Уорбертон
3. 1:42.4 - Арленн Тур
4. 1:43.2 - Тони Хоук
5. 1:43.9 (дождь) - Кид Рок
6. 1:44.0 - Тим Аллен
7. 1:44.3 - Джон Уэртас
8. 1:44.3 - Билл Энгвалл
9. 1:44.4 - Берт Майклс
10. 1:45.3 - Доминик Монаган
11. 1:46.6 (дождь) - Тай Баррелл
12. 1:46.7 - Эдвард Бёрнс
13. 1:48.1 - Ри Хариссон
14. 1:49.2 - Адам Левин
15. 1:49.9 - Кэл Пенн
16. 1:51.1 - Джо Монтенья
17. 1:51.5 - Остин Рассел
18. 1:55.2 - Стив Шипирра
19. 1:55.2 (дождь) - Мишель Родригес
20. 1:55.4 - Лейк Белл
21. 1:55.6 - Базз Олдрин
22. 2:06.9 - Бриджет Марквардт